# 두샨 야니치예비치 (배우)
두샨 야니치예비치(세르비아어: Душан Јанићијевић, Dušan Janićijević, 1932년 4월 27일~2011년 7월 5일)은 세르비아의 배우이다.

## 출연 작품

### 영화
- 코리올라누스: 세기의 라이벌 (2011년)
- 낙천주의자들 (2006년)
- 한겨울 밤의 꿈 (2004년)
- 부코바 (1994년)
- 바다의 소년 잭 (1982년)
- 겨울의 해변 (1976년)